# دوري كرة القدم الغربي 1958–59
دوري كرة القدم الغربي 1958–59 (بالإنجليزية: 1958–59 Western Football League)‏ هو موسم من دوري كرة القدم الغربي ‏. فاز فيه يوفل تاون.